# 기아 질리나 공장
기아 질리나 공장 (영어: Kia Zilina Plant)은 슬로바키아 수도 브라티슬라바에서 북서쪽으로 200km 떨어진 질리나 주에 위치한 제조 공장이다. 

## 상세

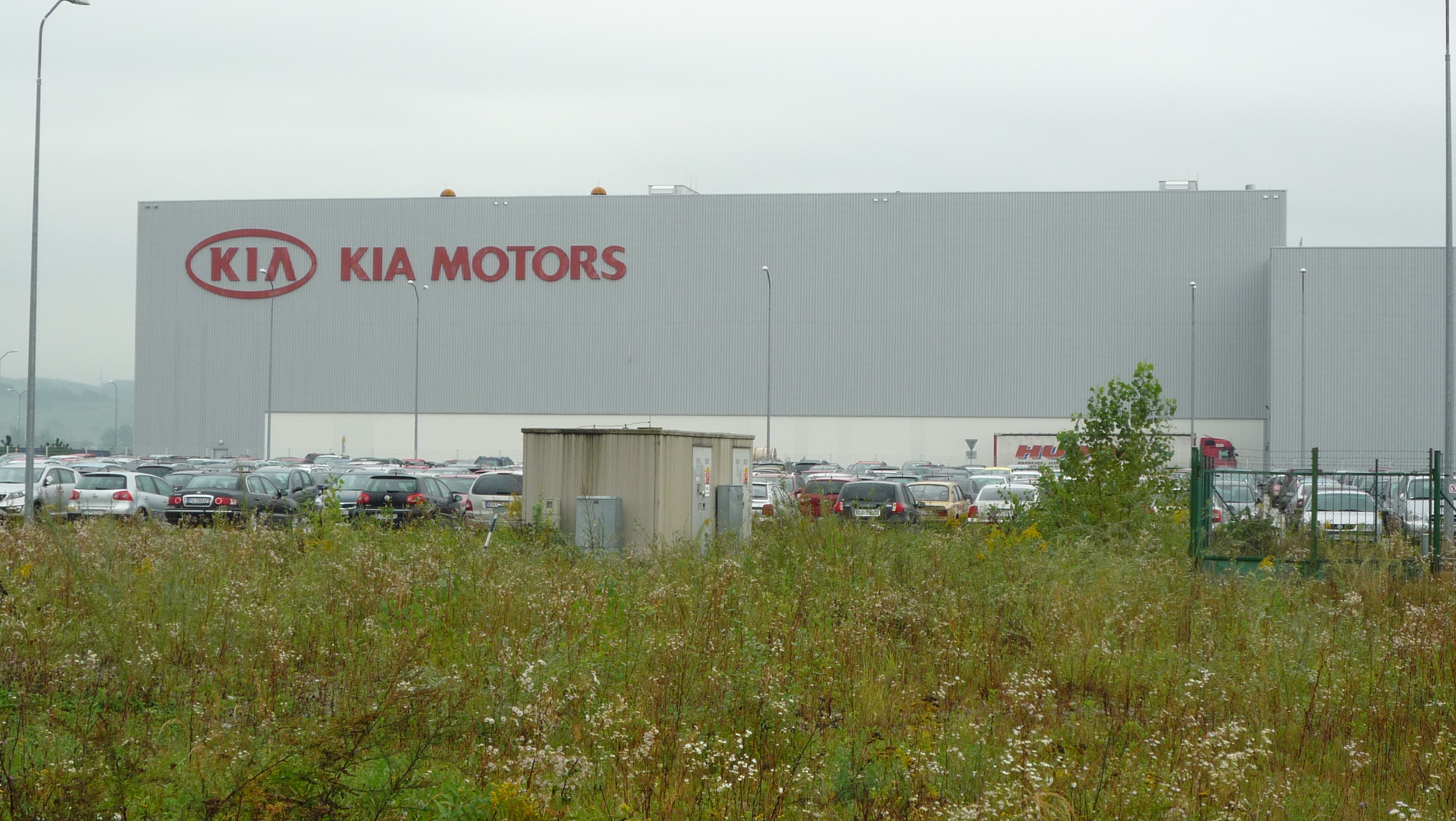
슬로바키아 기아 질리나 공장

기아 질리나 공장은 2007년 4월에 준공됐다. 2004년에 착공을 시작했으며, 총 10억 유로를 투자해 연산 300,000 대 규모로 건설됐다. 또한, 기아 질리나 공장은 50만평의 부지에 프레스와 차체, 도장, 조립 및 엔진공장 등 자동차 제작 전 과정을 수행할 수 있다. 현대자동차 체코 공장과 2시간 거리(85km)에 위치해 있다. 
2007년 기아 질리나 공장은 씨드 123,091 대, 스포티지 21,270 대 등 144,361 대를 판매했다. 2021년에는 누적 생산량 4,000,000 대를 돌파했다.
2019년, 기아 질리나 공장은 모든 전력을 재생에너지로 대체하는 시스템을 구축했다.
2020년, 기아는 기아 질리나 공장의 엔진 생산라인 증설을 위해 7,000만 유로를 투자했으며, 184명의 기술자를 전세기를 통해 급파했다. 엔진 생산라인 증설 후 1.6 GDI 엔진 및 1.6 T-GDI 엔진 등을 생산한다.
기아 질리나 공장은 2025년부터 유럽 시장에 특화된 중·소형 전기차를 생산할 계획이다.
2022년 12월 14일, 기아 질리나 공장 관련 투어 영상이 공개됐다. 프레스, 차체조립, 도장, 의장 등 차량 생산 과정을 확인 할 수 있으며, 철도 상차장 및 출고 대기장까지 영상에 담았다.

## 차종
| 이미지 | 차종          |
| ------ | ------------- |
|        | 기아 씨드     |
|        | 기아 스포티지 |
|        | 기아 벤가     |

## 같이 보기
- 기아
- 현대자동차
- 제네시스
- 현대자동차그룹